# Franklin Lindsay
Franklin Lindsay, ameriški obveščevalec, * 12. marec 1916, † 13. oktober 2011.
Med drugo svetovno vojno je bil član zavezniške vojaške misije pri NOV in POS.

## Odlikovanja in nagrade
Leta 1995 je prejel častni znak svobode Republike Slovenije z naslednjo utemeljitvijo: »ob 50 letnici zmage nad nacifašizmom za zasluge in dejanja v dobro slovenskemu narodu sredi najtežjih časov med drugo svetovno vojno ter za krepitev prijateljstva med Slovenijo in matično državo«.